# La Chasse au lion à l'arc
Pour les articles homonymes, voir La Chasse au lion.
Pour plus de détails, voir Fiche technique et Distribution.
La Chasse au lion à l'arc est un film français du cinéaste et ethnologue Jean Rouch sorti en 1967. 
Réalisé à la frontière du Niger et du Mali au cours de sept missions ethnographiques du CNRS et de l'IFAN, le film a été commencé en 1958 et terminé en 1965. Il montre les rituels de la chasse au lion à l'arc dans la brousse.

## Distribution

### Chasseurs à l'arc
- Tahirou Koro
- Wangari Moussa
- Issiaka Moussa
- Yeya Koro
- Bellebia Hamadou
- Ousseini Dembo
- Sidiki Koro
- Ali (l'apprenti)

## Fiche Technique
- Réalisateur : Jean Rouch, assisté de Damouré Zika
- Son : Idrissa Meiga et Moussa Hamidou
- Montage : José Matarasso et Dove Hoenig
- Production : Pierre Braunberger
- Société de production : Les films de la pléiade, Paris
- Pays :  France
- Tourné entre le Niger et le Mali
- Durée : 77 minutes
- Sorti en 1967 , France

## Récompenses
Le film reçoit le lion d'or de la Mostra de Venise en 1965.